# Arsenal u Zadru

Arsenal u Zadru
Arsenal je spomenik kulture nulte kategorije, izgrađen u 18. stoljeću za vrijeme mletačke uprave kao skladište za vojnu flotu. Smješten je pored gradskih zidina i šetališta Muraj, u neposrednoj blizini Lančanih vrata (obnovljena 1877.), Trga tri bunara s crkvom i perivojem Gospe od zdravlja i Malim arsenalom, zadarske luke i Stare rive.
U Drugom svjetskom ratu Arsenal je jako oštećen u Savezničkom bombardiranju Zadra kada mu je u potpunosti izgorio krov. U poslijeratnoj obnovi Zadra imao je ipak sretniju sudbinu od susjednog Novog kazališta (Teatro Verdi) koje je unatoč manjim oštećenjima srušeno do temelja tek poslije rata. Kraće vrijeme prostor Arsenala služio je kao izložbeni prostor, dok je većim dijelom do svoje obnove imao trgovačku namjenu. 
Obnovljeni Arsenal otvoren je u ljeto 2005. kao mediteranski gradski trg u zatvorenom prostoru, jedno od središta javnog, kulturnog i zabavnog gradskog života bogat događanjima. Od samog početka nametnuo se kao nezaobilazna postaja za Zadrane i njihove goste. 
Osim toga, zamišljen je kao mjesto na kojem posjetitelj može dobiti sve potrebne informacije o Zadru, njegovoj povijesti, tradiciji i aktualnim sadržajima turističke, ugostiteljske i svakojake ponude, te se upoznati s autohtonim proizvodima zadarskog kraja, posebice s tradicijom zadarskog Maraschina. Jednako je tako i prostor za sadržajno i kvalitetno provođenje slobodnog vremena. Obnovom Arsenala poduzetništvo je uspješno spojeno s konceptom kulturnog turizma kao nove okosnice hrvatskog turističkog proizvoda, koji povezuje brigu o spomenicima kuture s njihovu uporabom.
U Arsenalu se kontinuirano organiziraju likovne i druge izložbe, kao i razna kulturna događanja, koncerti, predstavljanja knjiga, tematske večeri, video–projekcije i slični sadržaji.

## Vanjske poveznice
- Arsenal Zadar